# María Reina Salas Alonso
María Reina Salas Alonso (Salamanca, 24 de noviembre de 1959) es una profesora titular de Bellas Artes en la Universidad de Salamanca. Actualmente reside en España.

## Biografía

### Trayectoria profesional
En el ámbito de la actividad docente ha obtenido los siguientes reconocimientos académicos:
- Licenciada en Bellas Artes por la Universidad de Sevilla.
- Doctora en Bellas Artes por la Universidad de Salamanca.
- Diplomada en la especialidad de Grabado calcográfico obtenido en la Escuela Internacional para la Gráfica de Arte “IL Bisonte”, en Florencia, Italia.
- Fue becaria del Plan de Formación de Personal Investigador en la Universidad de Salamanca.
- Es miembro del Instituto Universitario de Investigación en Arte y Tecnologías de la Animación de la Universidad de Salamanca.
- Ha ejercido docencia como profesora invitada, en las universidades de Venecia, Nápoles, Bolonia y Lecce en Italia.
- Actualmente es Profesora Titular de Universidad en la Facultad de Bellas Artes de Salamanca.

En el ámbito de la creación artística, desde 1985 mantiene una actividad de difusión de sus trabajos a través de exposiciones, tanto en centros institucionales como en espacios privados.
Ha participado en certámenes de ámbito nacional como Estampa en Madrid. Festival de Arte de Castilla y León en Salamanca. Trienal de Revillagigedo en Gijón.  Certamen Andaluz de Grabado, Ateneo de Sevilla. Feria de Arte Contemporáneo de Arévalo en Ávila. Festival Miradas de mujer, Casa de las Conchas de Salamanca. Universidad Politécnica de Madrid, Festival Internacional de Grabado, FIG de Bilbao, entre otras; e internacional: itinerante en Florencia, Prato y Roma, Italia. Philagraphica, Pensylvania Academy of Fine Arts, Philadelphia, Estados Unidos. Bienal de Arte Gráfica en Schio, Italia. Colegio de España en París, Francia. Escuela de Artes y Letras Institución Universitaria, Bogotá,  Colombia. Simposio de Arte contemporáneo de Guarda, primera y segunda edición del Salón de Otoño de Guarda, en Portugal, entre otras.
Su mayor aportación hasta la fecha es un proceso inédito de Grabado calcográfico: el Grabado al rotulador, que contribuye a enriquecer los procesos de grabado en talla, enriqueciendo su vocabulario en cuanto a efectos gráficos.
|                                                                 |
| Fotografía de un grabado a rotulador obra de María Reina Salas. |

|                                                                 |
| Fotografía de un grabado a rotulador obra de María Reina Salas. |

|                                                                 |
| Fotografía de un grabado a rotulador obra de María Reina Salas. |

## Referencia bibliográfica

### Publicaciones de carácter pedagógico
- Los procesos de Disolución en el Grabado en Talla (Mª Reina Salas Alonso), 2004 – Ediciones Universidad de Salamanca, Salamanca. ISSN/ISBN: S.433-2004/84-7800-637-0.
- Manual para las enseñanzas de Dibujo y Grabado (Mª Reina Salas Alonso), 2008, Junta de Castilla y León, Salamanca. Registro de la Propiedad Intelectual : SA-62-08
- Lenguajes Alternativos con (María Reina Salas Alonso y Vanessa Gallardo), 2011, Open Course Ware USAL. Publicación en abierto. ISBN 978-84-695-2790-0

### Publicaciones
- Primera Trienal de Arte Gráfico (Obra Social y Cultural de Caja de Asturias), 1995, Caja de Asturias, Gijón. ISSN/ISBN: 84-7925-069-0
- Entrelunas (Mª Reina Salas Alonso), 2005, Ediciones Universidad de Salamanca, Salamanca. ISBN: 84-7800-568-4.[5]
- El buril y la pulpa de papel (Mª Reina Salas), 2010, Diputación de Salamanca. Departamento de Cultura, Salamanca. ISBN: 978-84-7797-338-6
- Libero Libro Essegi (Editorial Essegi), 2010. Essegi de Ravenna. Italia. ISBN 88-7189-302-0
- ADfabulatio (Mª Reina Salas y Concha Sáez), 2012. Ediciones Universidad de Salamanca, Salamanca. ISBN: 978-84-9012-178-8.[6]

### Revistas
| Autor                                 | Título                       | Editorial             | Lugar de publicación |
| ------------------------------------- | ---------------------------- | --------------------- | -------------------- |
| María Reina Salas                     | En el taller de José Fuentes | Revista de arte SIE7E | 2012                 |
| María Reina Salas. Carlos Pérez-Pérez | En el taller del editor      | Revista de arte SIE7E | 2015                 |

## Exposiciones

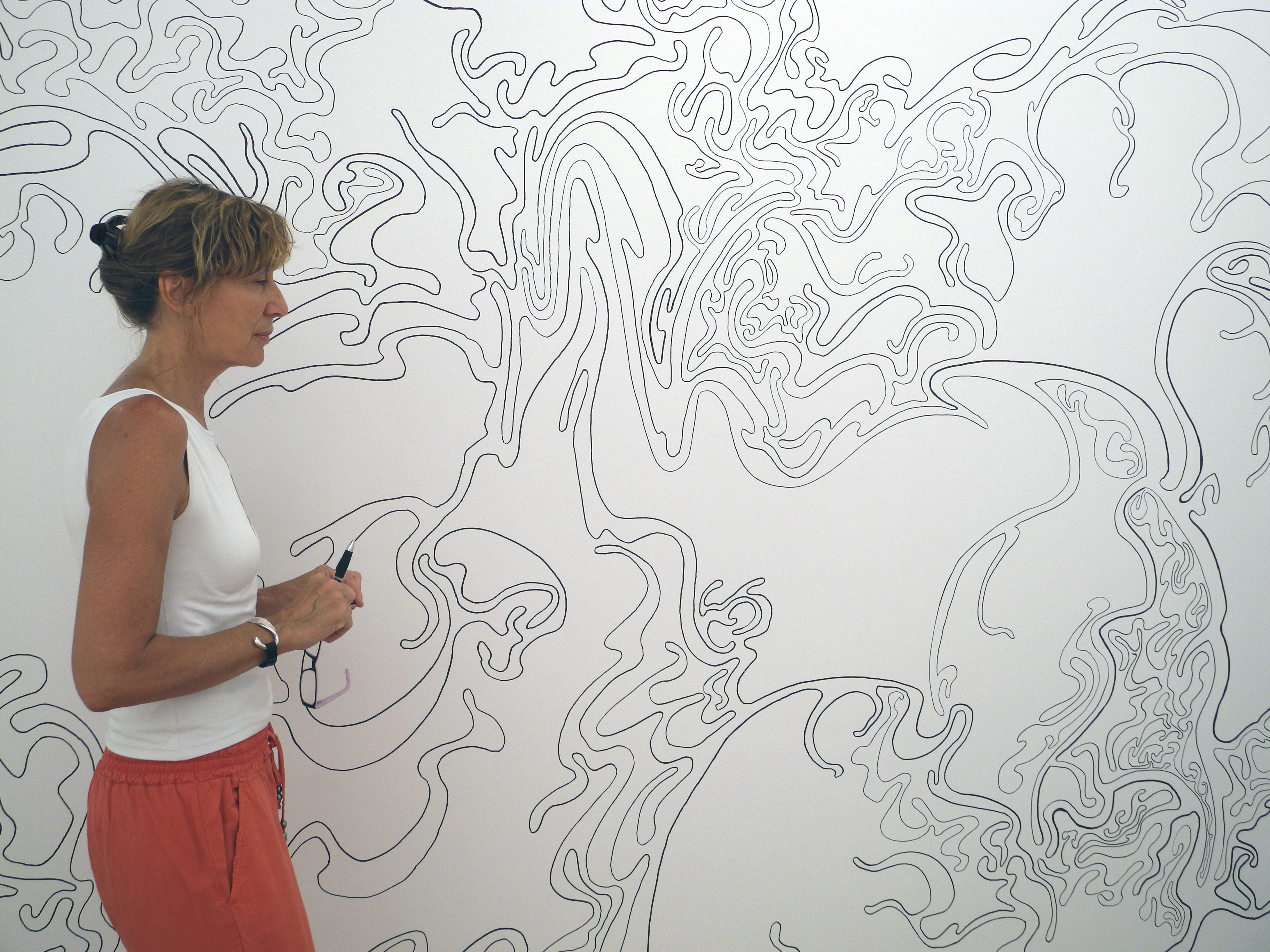
María Reina Salas preparando una exposición.

### Obras de creatividad artística
- 1985: Exposición itinerante en Florencia, Prato y Roma. Galería IL Bisonte, Florencia. Italia. Exposición colectiva.

- 1987: Centro Municipal de Cultura “El Encinar” en colaboración con la Diputación de Salamanca. Galeria Unamuno, Junta de Castilla y León .Salamanca. Exposición colectiva.
- 1988: Sala de la Columna de la Universidad de Salamanca. Exposición realizada con Yolanda Herranz y Manuel Bellver.
- 1989: Sala de Exposiciones de “Caja de Salamanca” en Ávila. Exposición individual.
- 1990: “Espacio Kuwait” de Valladolid. Exposición individual. Sala de Exposiciones de “Caja Rural de Salamanca”. Exposición individual
- 1990: Galería “Caché” de Zamora. Exposición individual
- 1995: Obra seleccionada por el Ateneo de Sevilla, para el concurso de Grabado del Certamen Andaluz de Bellas Artes. Exposición colectiva
- 1995: Obra seleccionada para la trienal de Arte Gráfico “La estampa contemporánea”, patrocinada por la Caja de Asturias, celebrada en el Palacio de Revillagigedo en Gijón. Exposición colectiva Libro.
- 1997: “De humo”. Sala de Exposiciones “Espacio 36” en Zamora. Exposición individual.
- 1998: “De humo”. Espacio expositivo La pared. Museo de Salamanca. Exposición individual.
- 1998: “Caleidoscopios”. Instalación. Museo de Salamanca, junto a Concha Sáez
- 1999: “De humo”. Espacio El Cafetín de Palencia. Exposición individual.
- 2000: “Mudar la piel”. Sala de exposiciones  4 Ingletes en Salamanca. Exposición individual.
- 2000: “Papel soñado”. Sala de exposiciones Espacio 36 en Zamora, junto a Concha Sáez.
- 2000: “Grabado y Escultura”. Palacio de los Velada en Ávila, junto a José Luís Jiménez.
- 2000: “Arte-Paz”. Sala de exposiciones de Caja Duero en Salamanca. Exposición colectiva. Catálogo.
- 2001: ARCALE (Feria internacional de  Arte contemporáneo de Castilla y León) con la Galería “cuatro ingletes”. Palacio de Exposiciones y Congresos de Salamanca. Catálogo.
- 2002: ESTAMPA. Salón Internacional de Grabado. Galería D’Art Las Rozas de Madrid. Recinto Ferial de la Casa de Campo, Madrid. Libro.
- 2002: Espacio expositivo Iglesia de Santa María de los Caballeros en Salamanca.   Exposición colectiva. Catálogo.
- 2003: “Regalar Arte”. Galería Adora Calvo en Salamanca. Exposición colectiva.
- 2003: “Erase una vez”. Espacio expositivo “Willy Márquez” en Ibiza. Exposición individual.
- 2004: “Entrelunas”. Sala Fonoteca del Patio de Escuelas  Menores de Salamanca. Actividades Culturales de la Universidad de Salamanca. Exposición individual. Libro.
- 2005: “Entrelunas”. Galería D’Art Las Rozas. Madrid. Exposición individual.
- 2005: “Necesitarte”. Sala de exposiciones de Caja Rural de Salamanca. Organizada por Manos Unidas y patrocinada por Caja Rural de Salamanca.
- 2006: “Entrelunas” Sala de la  Fundación Segundo y Santiago Montes .Valladolid. Exposición individual
- 2006: “Arte- Paz”. Sala de exposiciones de Caja Rural de Salamanca. Exposición colectiva. Catálogo.
- 2007: “6 Pintoras actuales 6 criterios estéticos”.Espacio expositivo Iglesia de san Miguel. Ayuntamiento de Arévalo , Concejalía de Cultura. Ávila. Catálogo. Exposición colectiva
- 2008: “Mano Izquierda”.[7] Galería Espacio 36,[8] Zamora. Exposición individual.
- 2008: “H2o con conciencia”. Espacio expositivo del hotel Pachá en Ibiza.
- 2009: “Esferas”.[9][10] Sala de la Diputación de Ávila. Exposición individual.
- 2018: "Huella del agua".[11][12] Exposición en Oviedo, Asturias. Exposición individual.